# 板頭村
25°2′0.5″N 121°33′50.7″E / 25.033472°N 121.564083°E
板頭村位於台灣嘉義縣新港鄉的西北邊，是新港鄉轄下的行政區。面積約1.790189平方公里，包含13鄰，總人口數640人，為具有交趾陶特色的聚落。

## 地理
雲林縣北港鎮和嘉義縣新港鄉南港村這一帶，舊名「笨港」。1731年(雍正九年)，福建總督劉世明上奏添設縣丞一名，因而有了笨港縣丞署。縣丞署是最早設在笨港街的磚仔窯，1734年(雍正12年)遷至北港溪南岸的板頭厝，就是現在新港鄉的板頭村。

## 聚落歷史
板頭厝車站在1911年(明治44年)日本製糖株式會社所架設的營業鐵道停靠站，調度火車往蒜頭。1982年糖廠停止客運業務，1998年停止貨運後，於2001年拆除木造車站，現在只留下空地與鐵軌。

## 教育
板頭村沒有學校，小學生到福德村的新港國小就學，國中生則到福德村新港國中就學。

## 文化資源
笨港長天宮，自1734年(清雍正十二年)至1817年(嘉慶二十二年)，為笨港統治中樞所在。嘉慶年間(1792年-182年)，洪水氾濫，長天宮所幸留存，廟中香火鼎盛，笨港縣丞及鳳山縣知縣曾共獻「山海咸寧」之匾，而長天宮牌更有「祺祥」壬戊年(1862年)之記，其為史民所崇仰，其歷史之久遠於此可見。但由於廟宇建築有一定的年代，再加上缺乏管理維修，決定重建。

## 景點
位於板頭村北港溪畔河堤上的大壁畫，用在地交趾陶及剪黏藝術裝置。逐漸沒落的小村莊，但因為這三個人的努力：陳忠正先生、黃水水先生、陳明惠先生，讓板頭社區展現出不一樣的風貌，也成為臺灣以產業帶動社區改造成功實例。

## 其他特色
板頭村內的交趾陶板陶窯的創辦人陳忠正先生，是對傳統廟宇藝術“剪黏及交趾陶”的推廣者。